# Leptogaster nerophana
Leptogaster nerophana är en tvåvingeart som beskrevs av H. Oldroyd 1960. Leptogaster nerophana ingår i släktet Leptogaster och familjen rovflugor.
Artens utbredningsområde är Madagaskar. Inga underarter finns listade i Catalogue of Life.